# 弗兰克·扎帕
弗兰克·文森特·扎帕（英語：Frank Vincent Zappa，1940年12月21日—1993年12月4日），美国作曲家、创作歌手、吉他手、唱片制作人、电影导演。
在他超过30年的职业生涯中，他的音乐作品涵盖了摇滚、流行，爵士、融合爵士、电子、管弦乐和具体音乐等风格。同时弗兰克·扎帕还参与导演长片电影和音乐影片，设计专辑封面等事业。他在乐队發明之母（the Mothers of Invention）和单独发展时期制作并发行了超过60张专辑。他的作品以跳脱常规、即兴创作、声音实验、精湛的音乐演奏技艺和对流行文化的讽刺而闻名。他被认为是他这一代最具创新性和风格多样性的音乐家之一。
作为一个几乎自学成才的作曲家与乐手，扎帕受到多种音乐的影响，因此他有时创作的许多音乐难以归类。十几岁时他对20世纪现代古典音乐、非裔节奏蓝调和嘟喔普音乐产生了兴趣。他在高中时开始创作古典音乐，同时在节奏蓝调乐队担任鼓手，后来改为弹电吉他。他1966年与发明之母乐队合作的首张录音室专辑《Freak out!》把看似传统但充满讽刺的摇滚乐与先锋的音效拼贴相结合。他在他整个职业生涯中都延续了这种不拘一格的实验性方法。
扎帕的作品是由他称之为“计划/目标”的概念连续统一起来的，许多乐句、巧思和角色在他的专辑中反复出现。他的歌词反映了他对现有社会趋势、政治体制和运动的反传统观点，而且往往幽默十足，他被誉为喜剧摇滚的教父。他是主流教育和教会的尖锐批评者，也是言论自由、自我教育、政治参与和废除审查制度的直率、热情的倡导者。和与他同期的许多摇滚音乐家不同，他不赞成使用娱乐性药物，但支持对其的合法化与规范化。
扎帕是一位有争议、饱受批评而高产的音乐家，他的乐迷欣赏其作曲的复杂性，而批评者则认为它缺乏感情深度。他在美国以外的地方，尤其是欧洲取得了更大的商业成功。虽然扎帕是一名独立音乐人，但他的主要经济来源依赖于他与主流唱片公司的分销协议。他对同代与后世的音乐家产生了极大影响，他获得了许多荣誉，包括1995年被追授为摇滚名人堂成员，1997年获得格莱美终身成就奖。

## 1940年—1965年：早年生活与职业生涯

### 童年
扎帕于1940年12月21日出生在美国马里兰州巴尔的摩，父亲是Francis Vincent Zappa。他传承了一部分西西里血统，同时也有希腊、阿拉伯和法国血统。
他是四个孩子中的老大，在一个意大利裔美国家庭长大，他的祖父母经常说意大利语。他全家经常搬家，因为他父亲是一名化学家和数学家，为军工业工作。1940年代在佛罗里达州呆了一段时间后，全家回到马里兰州，扎帕父亲在美国陆军运营的阿伯丁试验场的埃奇伍德兵工厂化学战设施工作。由于他们家靠近储存芥子气的军火库，因此家里存放了防毒面具，以防事故发生。这种生活对扎帕产生了深远影响，因此他的作品中经常提到细菌战、疾病和军工业。
扎帕的父亲经常从工作场所带回充满汞的实验室设备，任由扎帕把玩。扎帕说“他小时候经常玩它”，把液态汞洒在地板上，用锤子砸散圆形水银液滴，直到他卧室里水银洒得到处都是。
扎帕小时候经常生病，患有哮喘、耳痛和鼻窦。一位医生将一粒镭放入扎帕的鼻孔来治疗他的鼻窦炎。当时，人们对少剂量的治疗性辐射和汞暴露的潜在危险知之甚少。
和鼻音有关的意象经常出现在他的歌词与音乐中。扎帕认为他童年时的疾病是由于接触了附近化学战设施释放的芥子气，当他住在巴尔的摩时，他的健康状况很坏。1952年，出于身体原因，他的家人搬到了加利福尼亚的蒙特雷，他父亲在那里的海军研究生院教授冶金学。他们不久搬到了圣地亚哥的克莱尔蒙特社区，然后搬到了附近的埃尔卡洪市，后来又回到了圣地亚哥。